# Neoaceratoneura
Neoaceratoneura is een geslacht van vliesvleugeligen uit de familie Eulophidae. De wetenschappelijke naam van dit geslacht is voor het eerst geldig gepubliceerd in 2005 door Khan, Agnihotri & Sushil.

## Soorten
Het geslacht Neoaceratoneura is monotypisch en omvat slechts de volgende soort:
- Neoaceratoneura mangiferae Khan, Agnihotri & Sushil, 2005